# Bataille de Sandfontein
Première Guerre mondiale
Batailles
Front africain
- Laï (8-1914)
- Sandfontein (9-1914)
- Tanga (11-1914)
- Naulila (12-1914)
- Jassin (1-1915)
- Gibeon (4-1915)
- Bukoba (6-1915)
- Mongua (8-1915)
- Salaita (2-1916)
- Beringia (5-1916)
- Negomano (11-1917)

Front d'Europe de l'Ouest
Front italien
Front d'Europe de l'Est
Front des Balkans
Front du Moyen-Orient
Bataille de l'Atlantique
La bataille de Sandfontein est livrée le 26 septembre 1914, pendant la Première Guerre mondiale (1914-1918), durant la campagne du Sud-Ouest africain allemand (la Namibie actuelle). Joachim von Heydebreck (en), commandant en chef des forces allemandes y défait les troupes sud-africaines.
Premier engagement sérieux de la campagne, il est important car il précipite l’insurrection irrédentiste boer, menée par le lieutenant-colonel Salomon Maritz, commandant les troupes sud-africaines stationnées dans la région d’Upington. Ce fut aussi, l’un des rares succès allemands de cette campagne.
Lors de la bataille pour le point d’eau stratégique dans cette région aride, von Heydebreck est assisté par le major Erik Victor Franke ; celui-ci est amené à lui succéder après la mort du premier dans une explosion accidentelle et il remporte le 18 décembre suivant le combat de Naulila sur les troupes portugaises d’Angola.

## Déroulement
Les troupes coalisées britanniques et sud-africaines franchissent le fleuve orange à la mi-septembre 1914 et pénètrent jusqu’à 20 km en territoire allemand. Les 4e et 5e régiments des South Africa Mounted Riflemen s’emparent de Sandfontein. Les autorités allemandes mobilisent alors rapidement toutes les forces disponibles pour lancer une contrattaque. L’ordre d’attaquer est donné le 24 septembre et la bataille de Sandfontein se déroula du 26 au 29 septembre 1914.
Le 1er bataillon de campagne des troupes coloniales (Schutztruppe) commandé par le Major Emil von Rappard s’approche des Sud-africains et Britanniques par le sud, le 2d bataillon de campagne de Major Victor Franke se concentre sur le flanc est et le 3e bataillon de campagne de Mahor Ritter se charge du flanc ouest. L’affrontement devait ainsi mener à un encerclement des Sud-africains et Britanniques.
Le corps expéditionnaire sud-africain, composé de 135 officiers, 2 463 soldats, 522 autochtones et 4347 bêtes, arriva après une marche forcée à travers un milieu très aride aux sources de Sandfontein. Les soldats étaient épuisés, les bêtes proches de la déshydratation totale et ainsi les mesures de précautions, en particulier la garde des sommets environnant d’où l’on aurait pu voir les troupes allemandes, furent ignorées pour se concentrer sur les sources apparemment librement accessibles.
Le commandant des forces sud-africaines, général Sir Henry Timson Lukin, s’attendait à ce que les troupes coloniales allemandes ne lui laisserait pas les sources de Sandfontein sans se battre. Toutefois il n’ordonna pas de mesures de sûreté particulières.
Les troupes coloniales allemandes, fortes de 1 700 hommes, étaient clairement en infériorité numérique mais disposaient de 4 mitrailleuses et 10 canons.
Une fois les besoins en eau des troupes sud-africaines satisfaits une patrouille fut envoyée en reconnaissance des environs. Elle rentre rapidement à Sandfontein, sous le feu et avec des lourdes pertes. Avec l’appui des mitrailleuses les troupes coloniales allemandes progressèrent jusqu’à proximité immédiate des sources.
Le lieutenant-colonel R.C. Grant prend alors le commandement des mains du général Lukin, coupable de manquements lors de la prise des sources. Après douze heures de combat pour le contrôle des sources Grant opère un retrait stratégique vers Kopje Mountain. Les forces allemandes s’emparent alors des sources sans grande résistance.
Le feu continu des mitrailleuses allemandes clouait les troupes britanniques et sud-africaines sur Kopje Mountain tout en leur infligeant des pertes importantes.
Les troupes coloniales allemandes avaient par ailleurs coupé les communications télégraphiques et téléphoniques de l’ennemi, privant les Sud-africains encerclés de la possibilité de demander des renforts. L’artillerie sud-africaine s’avéra inférieure à celles des Schutztruppe. Malgré un emploi très effectif et une résistance supérieure aux prévisions l’artillerie sud-africaine fut mis hors combat par les Allemands.
Les troupes coloniales allemandes s’avancèrent alors jusqu’à environ un kilomètre des Sud-africains, privés de leur artillerie. Après 30 minutes d’un feu nourri de l’artillerie et des mitrailleuses allemandes les Britanniques et Sud-africains hissent le drapeau blanc et se rendent vers 18h.

## Sources
- (en) Byron Farwell, The Great War in Africa, 1914-1918, New York, Norton, 1989 (1re éd. 1986), 382 p. (ISBN 978-0-393-30564-7, OCLC 1001876928)
- Historicus Africanus, Der 1. Weltkrieg in Deutsch-Südwestafrika 1914/15, Band 1., 2. Auflage, Windhoek/Namibia 2012,  (ISBN 978-99916-872-1-6)
- Historicus Africanus, Der 1. Weltkrieg in Deutsch-Südwestafrika 1914/15, Band 2 "Naulila", Windhoek/Namibia 2012,  (ISBN 978-99916-872-3-0)
- Historicus Africanus, Der 1. Weltkrieg in Deutsch-Südwestafrika 1914/15, Band 3 "Kämpfe im Süden", Windhoek/Namibia 2014,  (ISBN 978-99916-872-8-5)